# 面談

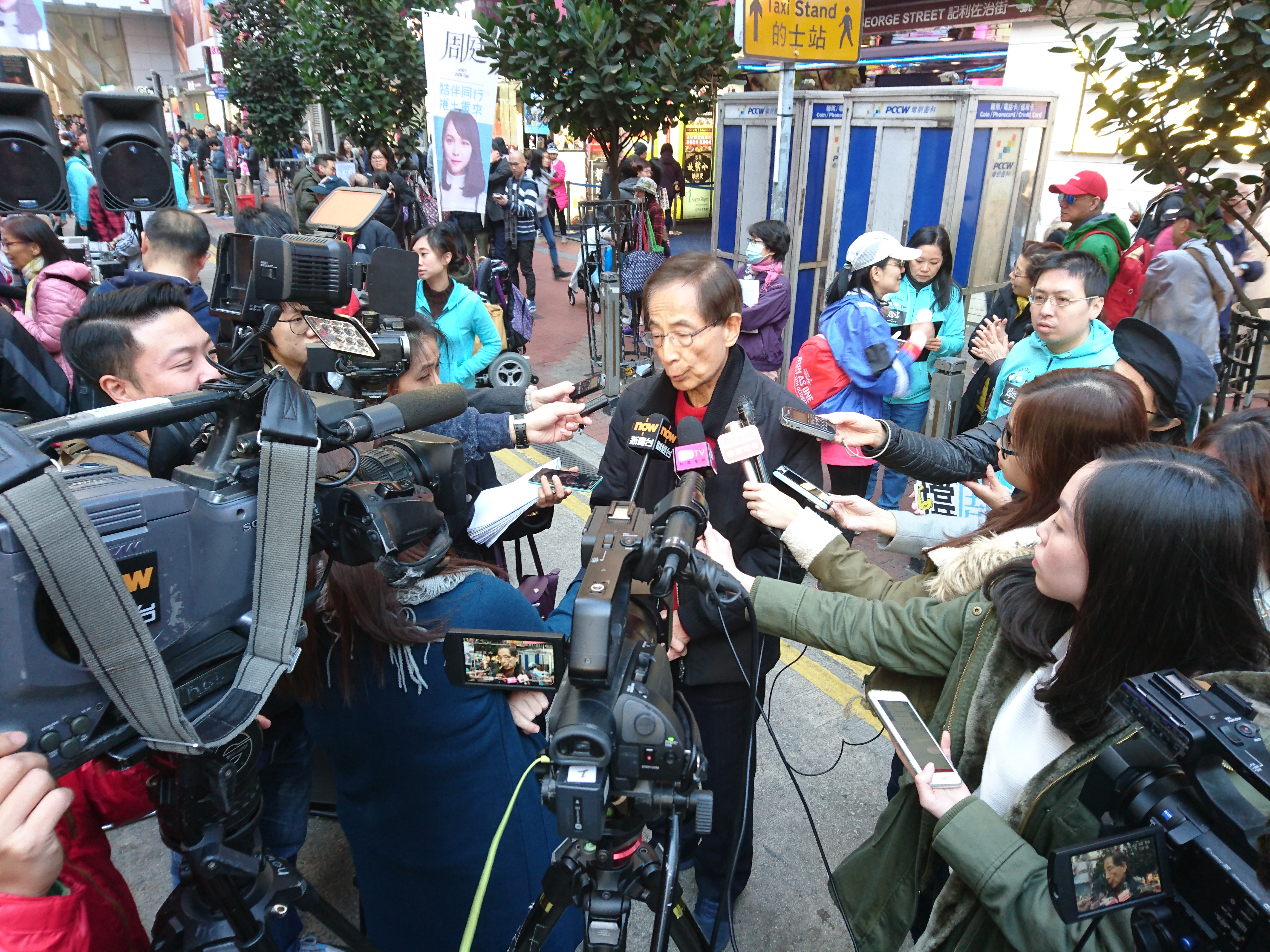
政治人物在街頭接受傳媒記者採訪

面谈或采访，是指一种涉及两名或以上人士的对话，由一方发问，并由另一方回答。面试是面谈的一種形式，是大部分企业在招聘员工过程中需要的一环。此外，面谈亦是新闻采访、市场研究等活动中收集资料的的重要方式。“采访”大致可以分为口述与笔录两种，其形式则多种多样，如新闻采访、问卷调查、公司面试、入学面试、市场调查等等。

## 新闻采访
新闻采访作为传播学名词，是指记者为获取新闻对客体所进行的观察、询问、倾听、思索和记录等活动。是新闻写作的前提，是一种特殊的调查研究。
采访活动的方法有个别访问、现场查勘、参加会议、开调查会、出席记者招待会、阅读文字材料等。采访的活动方式有个别采访、集体采访、交叉采访、分段采访、巡回采访、隐性采访（在某些特殊场合由于特殊原因而不公开记者身份或不申明采访目的的采访活动）等。新闻记者因分工和采访习惯不同，采访记录的方式有默记、笔录、摄影及录音、录像等不同形式。

## 问卷调查
问卷调查是社会调查里的一种数据收集手段，属于定性调查（Qualitative research）的工具。当一个研究者想通过社会调查来研究一个现象时，他可以用问卷调查收集数据，也可以用访谈或其它方式收集数据。问卷调查假定研究者已经确定所要问的问题。这些问题被打印在问卷上，编制成书面的问题表格交由调查对象填写，然后收回整理分析，从而得出结论。
问卷调查是一种发掘事实现况的研究方式，最大的目的是搜集、累积某一目标族群的各项科学教育属性的基本资料，可分为描述性研究及分析性研究两大类。在决定是否采用问卷法作为研究工具，应考量是否能顺利达成研究目标以及注意研究样本在问卷上的配合度，另外，问卷调查也有其优缺点，检视其特性配合研究主题，方能达成其目标。

## 企业面试
在企业中，面试是遴选合适员工的重要方法。面试一般通过书面或面谈的形式来考察一个人的工作能力，是一种经过组织者精心策划的招聘活动。面试给公司和应招者提供了进行双向交流的机会，能使公司和应招者之间相互了解，从而双方都可更准确做出聘用与否、受聘与否的决定。

## 市场调查
市场调查就是指运用科学的方法，有目的地、有系统地搜集、记录、整理有关市场营销的信息和资料，分析市场情况，了解市场现状及其发展趋势，为市场预测和营销决策提供客观的、正确的资料。其中，访问法（Interview）与问卷法（survey）是两种十分常见的调查方法。